# عبدالسلام لحمیدی
عبدالسلام لحمیدی (انگلیسی: Abdesselem Lahmidi؛ زادهٔ ۱۹۲۶) تیرانداز اهل مراکش بود. وی در بازی‌های المپیک تابستانی ۱۹۶۰ شرکت کرده‌است.